# Romboid
Romboid – słowackie czasopismo literackie. Zostało założone w 1966 roku.

## Historia
Pismo założyli Miroslav Válek  i Stanislav Šmatlák, którzy uważali, że są za młodzi, aby publikować w piśmie „Slovenské pohľady” i za starzy, aby publikować w „Mlada tvorba”. Nazwa nawiązuje do zbioru poezji Laco Novomeský'ego z 1932 roku. 

## Redaktorzy naczelni
Funkcję redaktora naczelnego pełnili: 
- Pavel Vilikovský (1976–1996)[2][3]
- Ivan Štrpka (1999–2010)[4]
- Radoslav Passia (2010–2015)[2]
- Stanislava Repar (2016–2017)[2]
- Jaroslav Vlnka[2]
- Igor Hochel (do 2024)[2]
- Márius Kopcsay (2024– )[2]

Wydawcą periodyku jest Asociácia organizácií spisovateľov Slovenska.